# مهرشهر
مِهرشَهر محله‌ای اعیان‌نشین و سلطنتی در جنوب غربی شهر کرج واقع در استان البرز ایران است. مهرشهر در جنوب آزادراه تهران -کرج و آزادراه کرج-قزوین در دشت‌های جنوب کرج واقع در منطقه ۴ شهرداری کرج است. مهرشهر از ۵ فاز تشکیل شده است، فازهای ۱ تا ۳ در جنوب باغ سیب مهرشهر و فازهای ۴ و ۵ با فاصله بیشتری در بخش شمالی این باغ قرار دارد.

موقعیت مهرشهر در کرج

فازهای ۱ تا ۳ در بخش قدیمی و مرکزی مهرشهر قرار دارند، فاز ۴ که بعد از انقلاب ۵۷ ساخته شده است با فاصله بیشتری از مرکز شهر و در شمال باغ سیب و در حاشیه آزادراه ۲ قرار دارد این فاز از بقیه فازها متمایز است و بافتی متفاوت دارد.
این منطقه دارای سه خیابان اصلی «بلوار شهرداری شهرداری»، «بلوار ارم» و «گلستان یکم (بزرگراه یادگار)» است؛ که در ابتدای بلوار ارم «باغ سیب مهرشهر» و در میانه آن کاخ مروارید واقع شده است. مهرشهر به علت وجود باغ‌های فراوان در اطراف آن دارای آب و هوایی خنک و بسیار پاک می‌باشد.
مهرشهر در میانه دهه ۴۰ شمسی همزمان با ساخت کاخ مروارید در زمان پادشاهی محمدرضا پهلوی ساخته شد. شهرسازی این منطقه در نیم قرن پیش به گونه‌ای بوده که هنوز هم زیرساخت‌های آن با وجود افزایش فزاینده جمعیت جوابگوی نیازها است. مهرشهر از معدود مناطقی در ایران است که مجهز به سامانه هشدار زمین‌لرزه است و همچنین این منطقه توسط مهندس؛ طراح و معمار آمریکایی به نام فرانک لوید رایت معماری و طراحی شده است.همچنین خیابان چهارباندی بلوار ارم مهرشهر واقع در فاز اول؛پنجمین خیابان گران قیمت ایران پس از خیابان گلستان شمالی و زعفرانیه واقع در منطقه ۱ تهران ؛ خیابان فرشته واقع در الهیه شهر تهران ؛ نیاوران واقع در منطقه ۱ تهران و خیابان فرمانیه واقع در منطقه ۱ تهران در سال ۱۴۰۳ شد که سازه های فوق لوکس نوساز و فول امکانات در این خیابان از متری ۲۵۰ میلیون تومان تا ۵۰۰ میلیون تومان ارزش دارد.این منطقه تا سال های آینده مجهز به ایستگاه های مترو و بی آر تی خواهد شد.

## نام
گفته می‌شود علاقه خواهر محمدرضا پهلوی، یعنی شمس، به مهر (در معنی خورشید و آیین‌های مرتبط با آن) بر این نام‌گذاری مؤثر بوده است. او نام خود را از خدیجه به شمس (خورشید یا مهر) تغییر داد و همسر او نیز نامش را از عزت‌الله مین باشیان به مهرداد پهلبد (مهرداد به معنای هدیه خورشید) تغییر داد. مهرشهر نخست به خواست شمس «مهردشت» نامیده شده بود.

## پیشینه
شمس پهلوی خواهر محمدرضا پهلوی که از بیماری آسم رنج می‌برد تصمیم گرفت منطقه‌ای خوش آب و هوا را در نزدیکی تهران که مرکز فعالیت‌های اقتصادی او بود انتخاب کند، با احداث کاخ مروارید و باغ سیب، شهرسازی در این منطقه رونق می‌گیرد، او همچنین از نفوذ خود در دربار برای توسعه این منطقه اعتباراتی اخذ می‌کرد.
پس از ساخت کاخ مروارید در این ناحیه، دو بلوار با نام‌های چهارباندی (شهرداری) و ارم در منطقه‌ای ویلایی برای شهروندان در سه فاز مجاور کاخ ساخته می‌شود که مهرشهر نامیده می‌شود که بعد از انقلاب فاز ۴ و بلوار گل‌ها به مجموع این مناطق اضافه گردید. این مناطق در ابتدا شامل ویلاهای بزرگ و پراکنده بود و از ۳ طرف به زمین‌هایی می‌رسید که توسط خواهر محمدرضا پهلوی یعنی شمس، برای بهبود آب و هوای منطقه به باغ سیب تبدیل شد. تا اواخر سال ۵۷ تعداد ویلاها رو به فزونی نهاد. پس از انقلاب ۱۳۵۷ این منطقه به روی عموم مردم باز شد و بنیاد مستضعفان و جانبازان انقلاب اسلامی متولی بسیاری از زمین‌های خالی و ویلاهای متروکه شد. همچنین کاخ مروارید به تصرف سپاه پاسداران انقلاب اسلامی درآمد.

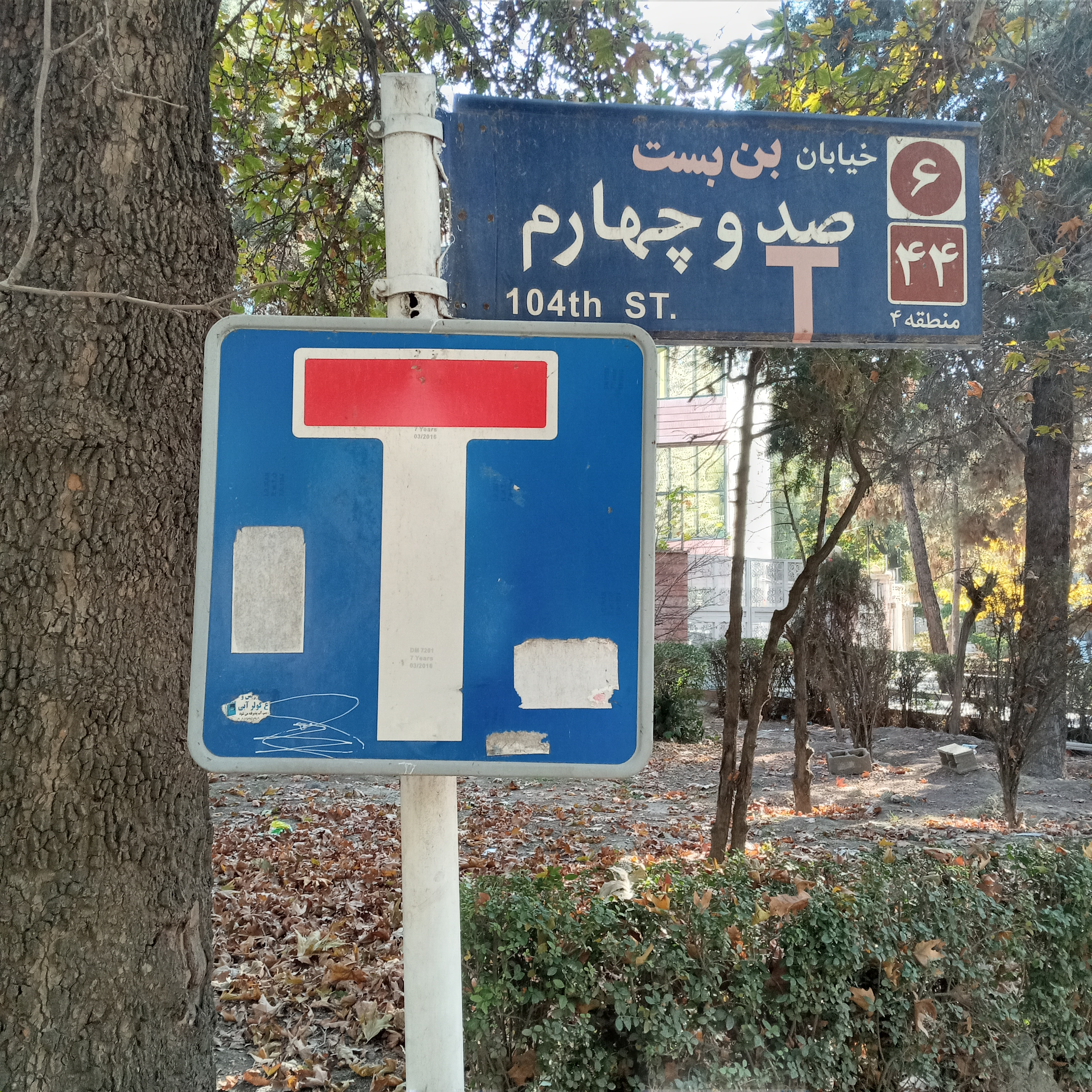
سیستم نامگذاری خیابان‌های فرعی مهرشهر به صورت شماره‌گذاری سه رقمی می‌باشد، رقم صدگان شماره خیابان نشان دهنده فازی است که خیابان در آن واقع شده است، به عنوان مثال در این تصویر خیابان در فاز ۱ مهرشهر واقع شده است

منطقه فاز ۱٬۲٬۳ که این روزها منطقه بلوار شهرداری نیز نامیده می‌شود، اکنون علاوه بر ویلاهای قدیمی که بسیاری از آن‌ها دارای طراحی‌های منحصربه‌فرد معماران برجسته هستند منطقه بلوار شهرداری توسط دو خیابان ارم و کمربندی احاطه شده است. خیابان کمربندی از فاز ۴ مهرشهر آغاز و موازی با بلوار شهرداری و ارم تا انتهای کاخ شمس امتداد دارد. پس از پیوستن مهرشهر به شهرداری کرج، مجوز آپارتمان سازی در این منطقه داده شده و بسیاری از ویلاهای تاریخی تخریب شده و به جای آن آپارتمان‌های سه تا پنج طبقه ساخته شده است اما فضای کلی شهر همچنان ویلایی باقی‌مانده است. فاز چهار مهرشهر به علت ساخت بعد از انقلاب آن (بلوار گل‌ها شرقی و غربی، بلوار ۴۱۰ و بلوار زرهبان و…) در ناحیه شمالی منطقه مهرشهر قرار دارد.

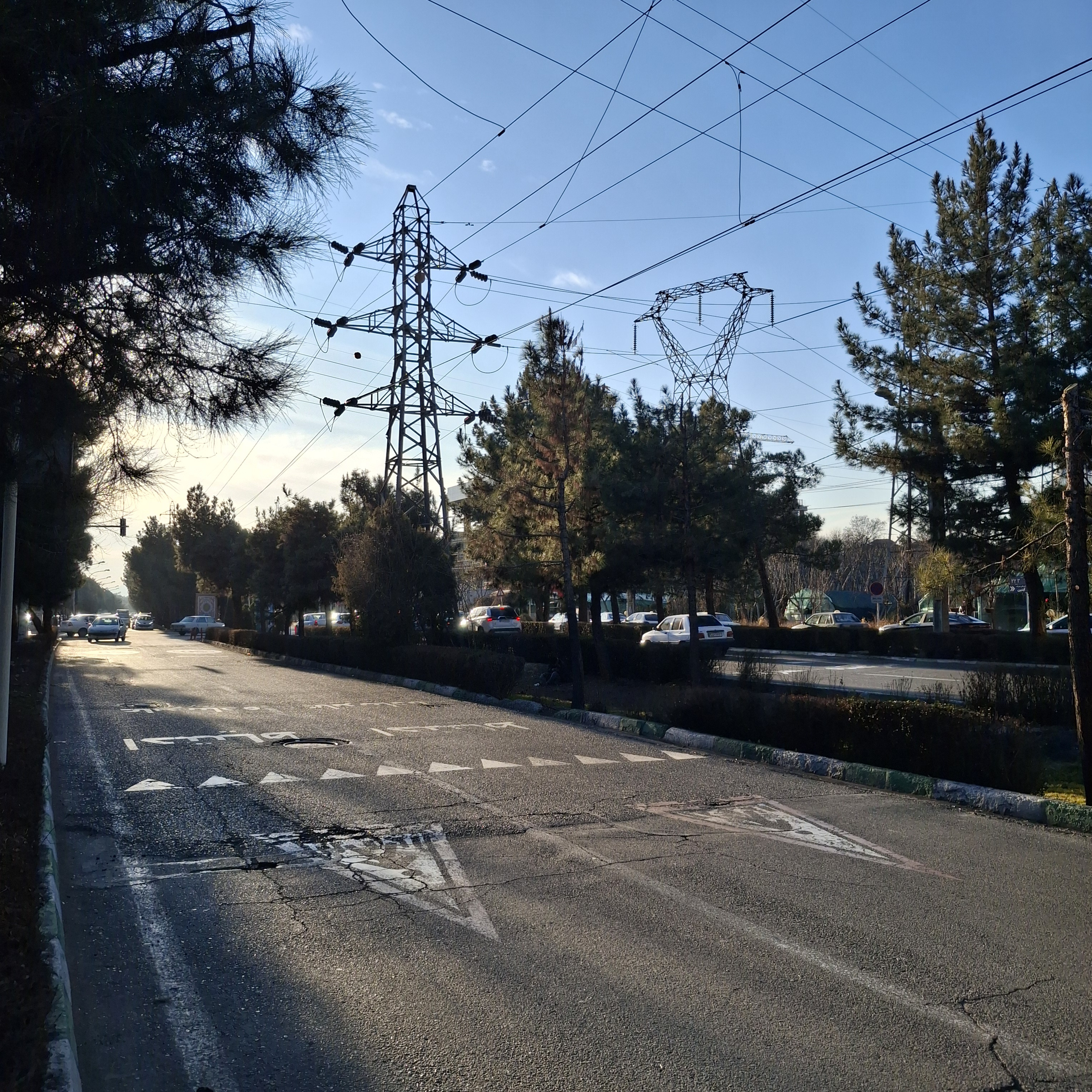
بلوار شهرداری از خیابان‌های اصلی و قدیمی مهرشهر

در گذشته مهرشهر شهری جدا از کرج و دارای شهرداری مخصوص به خود بود، که با انحلال شهرداری مهرشهر این منطقه زیر مجموعه منطقه ۳ و ۴ شهرداری کرج قرار گرفت.

## نگارخانه

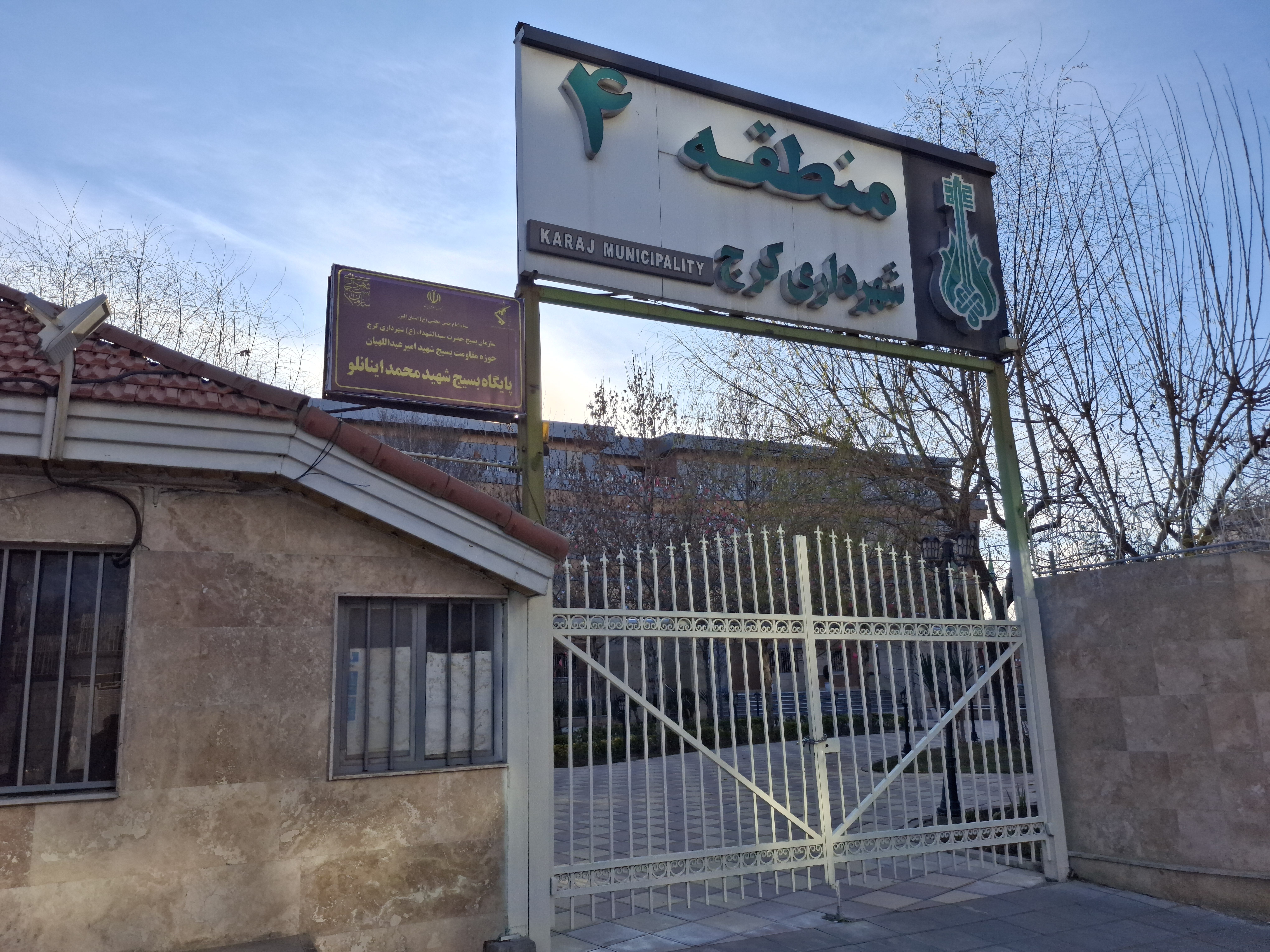
شهرداری منطقه ۴ کرج
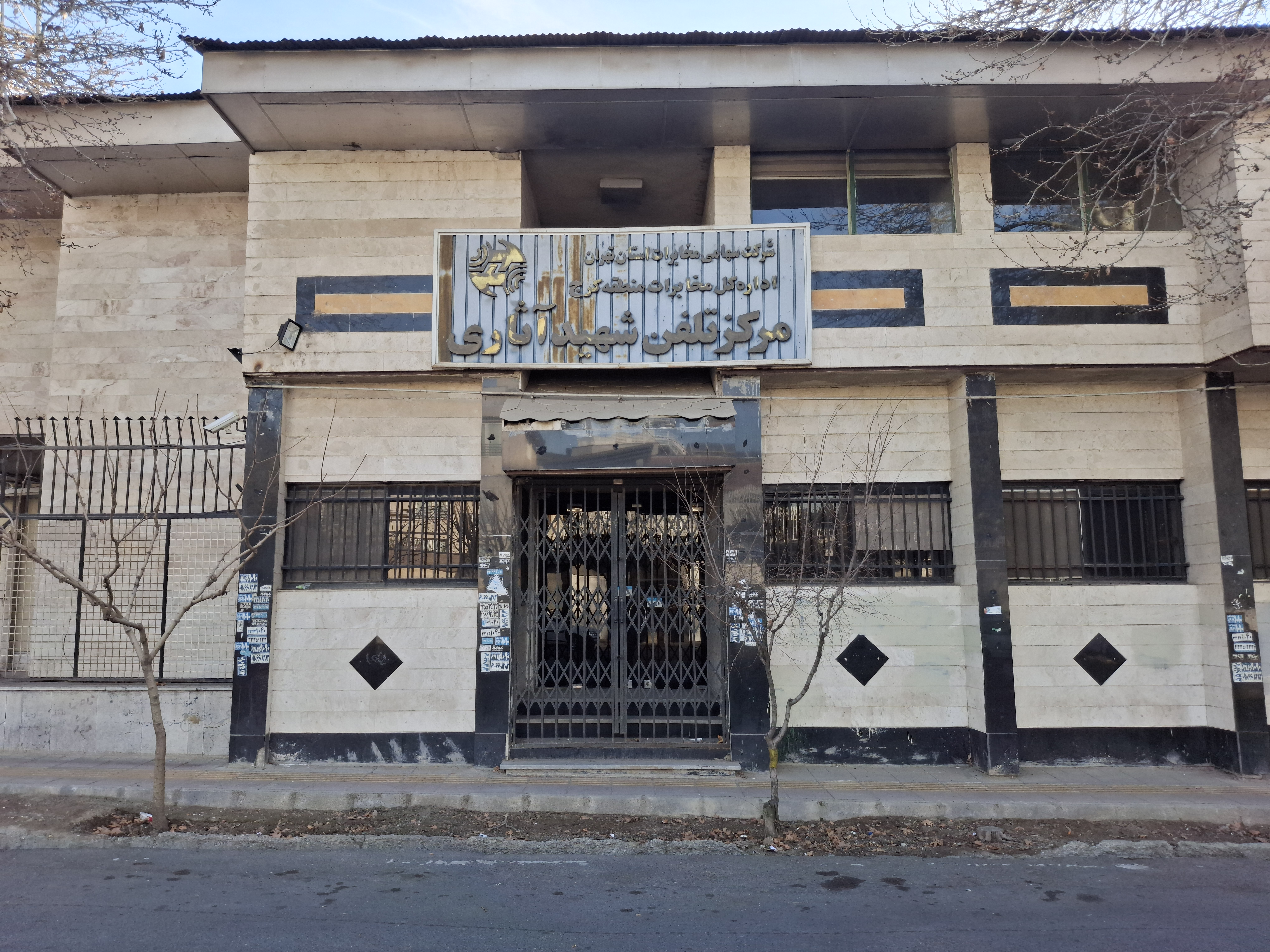
مخابرات مهرشهر
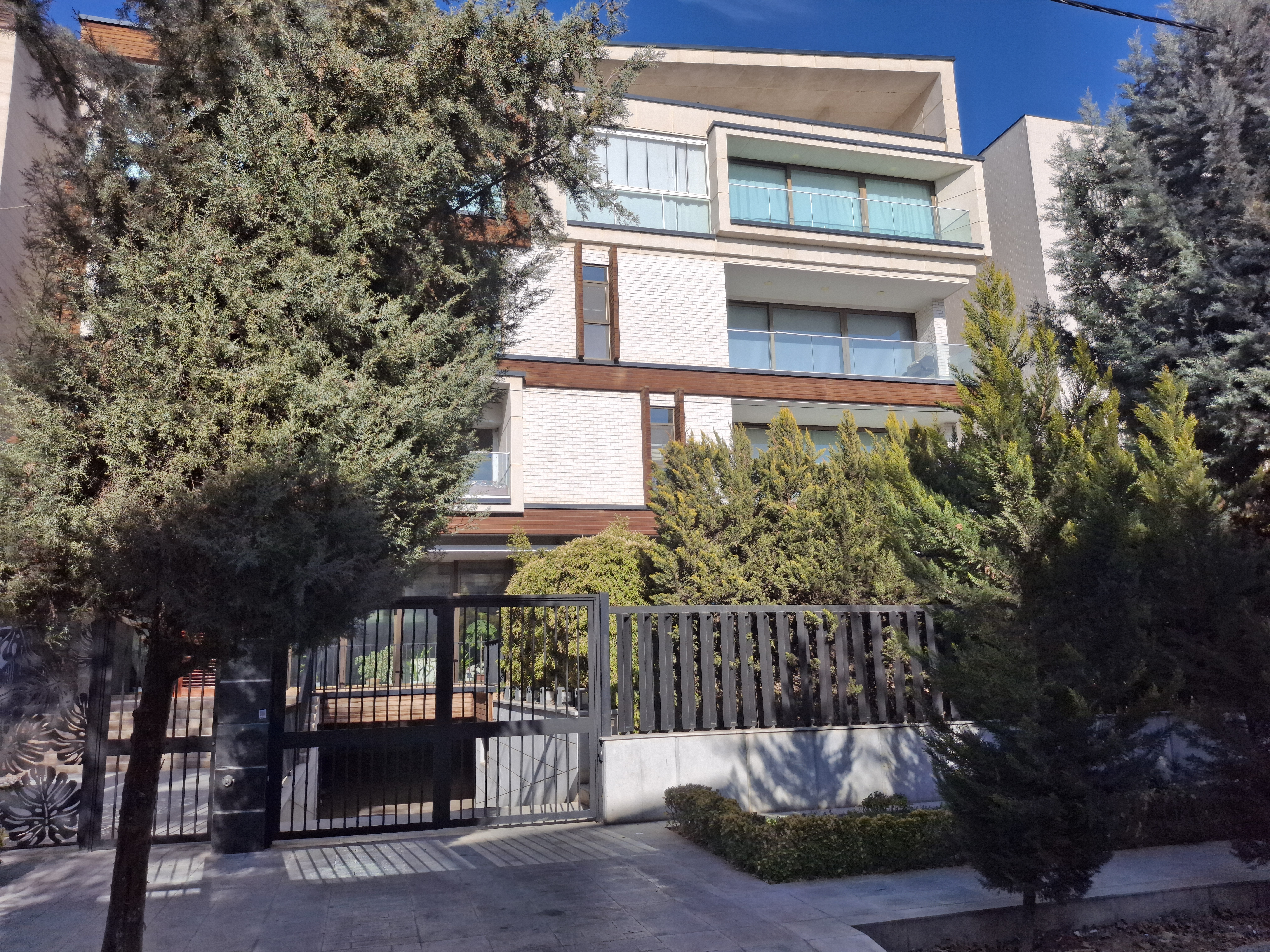
ویلاهای مدرن فاز ۲
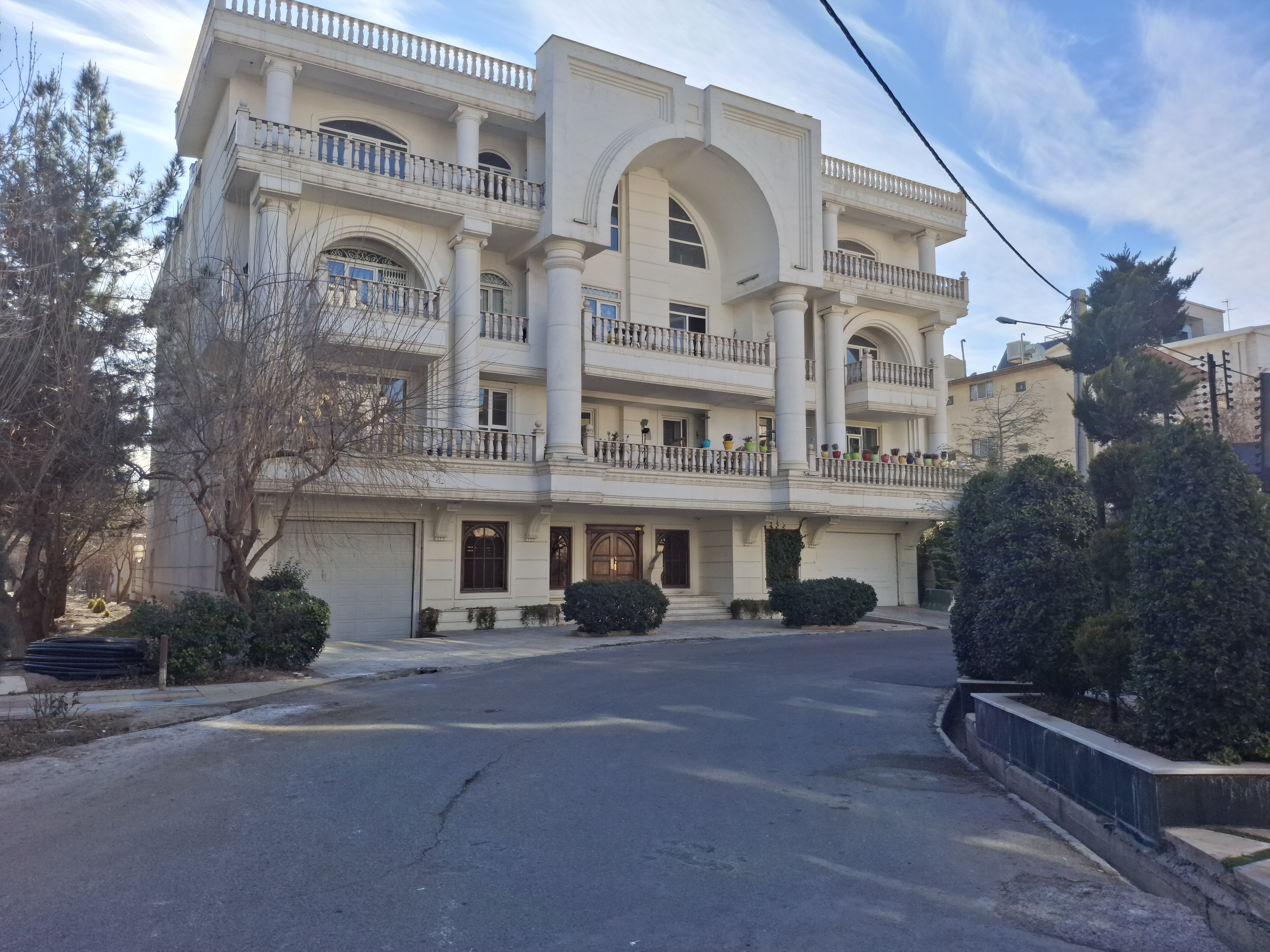
ویلاهای فاز ۲
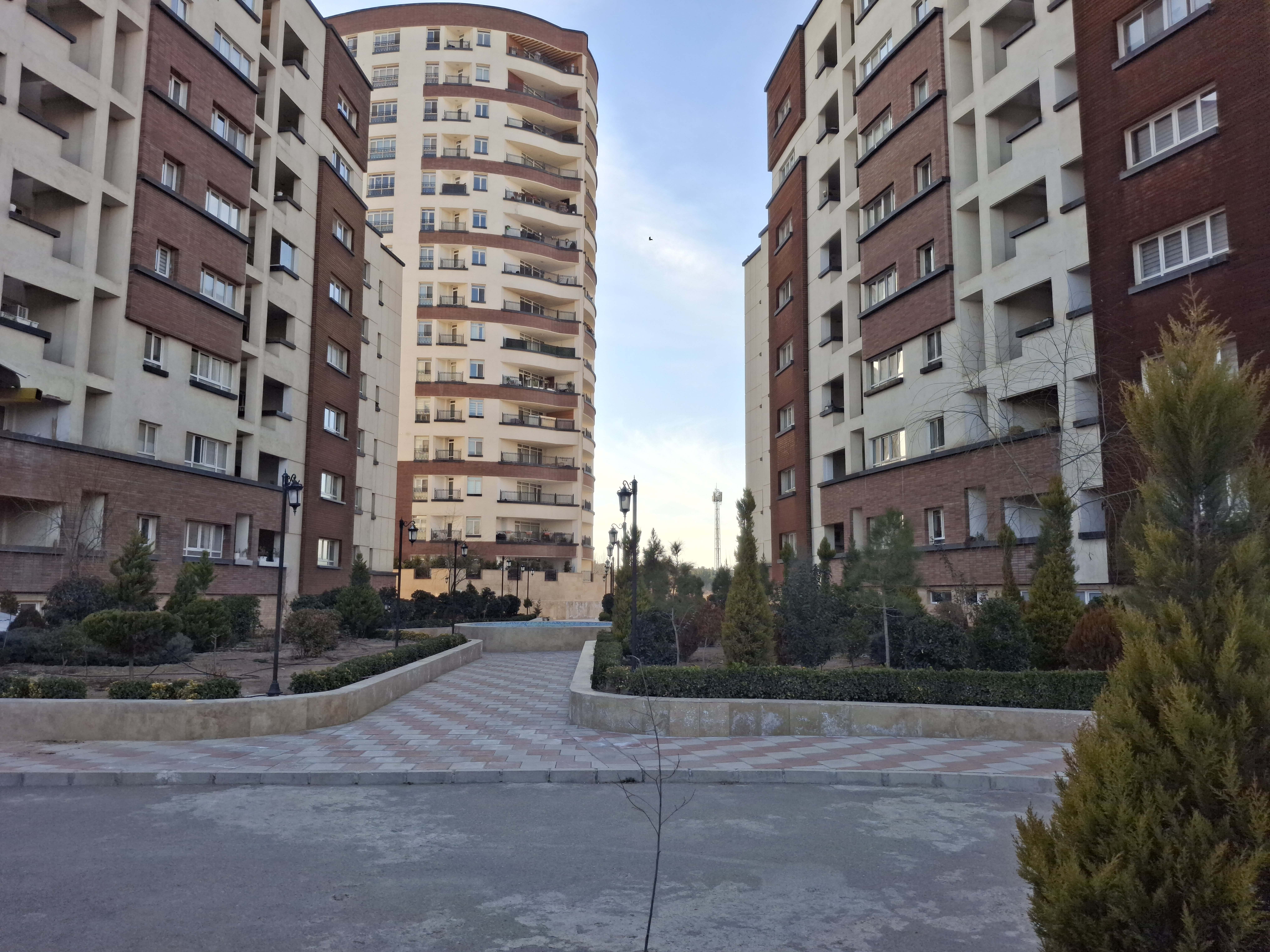
مجتمع مسکونی باغ گلها
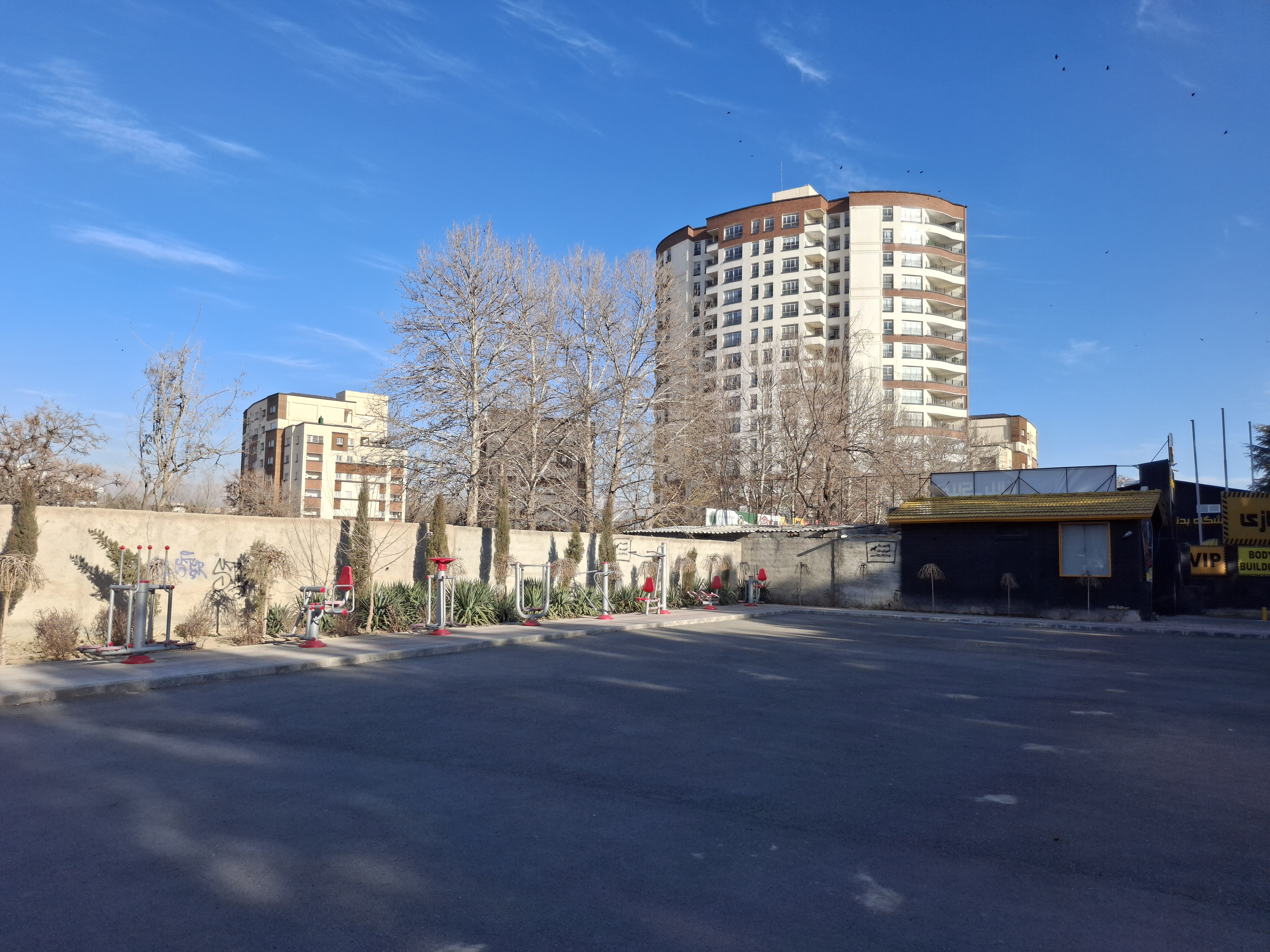
برج باغ گلها